# Neomarica rupestris
Neomarica rupestris là một loài thực vật có hoa trong họ Diên vĩ. Loài này được (Ravenna) Chukr miêu tả khoa học đầu tiên năm 1992.